# مورغانا أورايلي
مورغانا أورايلي (بالإنجليزية: Morgana O'Reilly)‏ هي ممثلة نيوزيلندية، ولدت في 19 أغسطس 1985 في نيوزيلندا.

## وصلات خارجية
- مورغانا أورايلي على موقع IMDb (الإنجليزية)
- مورغانا أورايلي على موقع أول موفي (الإنجليزية)
- مورغانا أورايلي على موقع قاعدة بيانات الفيلم (الإنجليزية)
- مورغانا أورايلي على موقع كينوبويسك (الروسية)